# Konrad Straub
Konrad Straub (* 1938 bei Zürich, Schweiz) wurde als Hörfunkjournalist und Sprecher im Evangeliums-Rundfunk bekannt. Er ist ferner Autor christlicher Hörspiele und Bücher und Seelsorger.

## Leben
Konrad Straub wurde in der Nähe von Zürich geboren. Nach seinen erlernten Berufen zum Buchbinder und Schauspieler, begann er 1967 seine Tätigkeit beim Evangeliums-Rundfunk in Wetzlar. Hier arbeitete er bis 1995 als Hörfunkjournalist, Redakteur, Autor, Sprecher und Regisseur. Über die Jahrzehnte wurde er zu einer der bekanntesten Stimmen des Senders und wirkte in zahlreichen Gastrollen bei erfolgreichen christlichen Hörspielserien wie 5 Geschwister, Abenteuer zwischen Himmel und Erde, Wildwest-Abenteuer, Die 3 vom Ast oder Ole der Pirat von Autoren wie Günter Schmitz, Hanno Herzler und Eckart zur Nieden mit. Ebenso wirkte er als Sprecher von musikalischen Kunstwerken wie Siegfried Fietz’ Paulus-Oratorium oder Kindermusikprogrammen von Margret Birkenfeld mit.
Straub ist verheiratet und hat vier erwachsene Kinder. Seit 2003 ist er freier Referent im überkonfessionellen Bibelkonferenzzentrum Langensteinbacher Höhe und leitet hier den seelsorgerlichen Dienst.

## Werke

### Bücher
- Ruf aus der Nacht: Bühnenstücke und Spielszenen. Brunnen Verlag, Gießen 1983.
- Kriminalfälle der Bibel. Der Mord an König Eglon und fünf weitere Szenen. Aussaat-Verlag, 1981.
- Späte Ermittlung. August-von-Goethe-Literaturverlag, 2009.

### Hörbücher
- Gesucht wird ... (ERF-Verlag)
- Wie sieht es eigentlich im Himmel aus? (ERF-Verlag)

## Diskografie
- Paulus – Lass dir an meiner Gnade genügen. Oratorium von Siegfried Fietz. Gerth Medien, 1973.
- Gott wird dich tragen. Vortrag von Jakob Hinz, gesprochen von Konrad Straub mit Liedern. Gerth Medien, 197?
- Brötchen für China. Gerth Medien.
- David – Ein Sänger, ein König. Oratorium von Johannes Nitsch und Jürgen Werth. Hänssler Music, 1982.
- Vater Martin. Gerth Medien.
- Schwimm mit gegen den Strom. Gerth Medien, 1973.
- Danke für alles. Gerth Medien, 1978.
- Tatütata! Die Feuerwehr ist da! Gerth Medien, 1987.
- John-Wesley-Oratorium. Von Siegfried Fietz. Abakus Musik, 1984.
- Petrus-Oratorium. Oratorium von Siegfried Fietz. Abakus Musik, 1976.